# Kožlany
Kožlany (pronunție în cehă [ˈkoʒlanɪ]) este o comună și un oraș din districtul Plzeň-Nord din regiunea Plzeň din Cehia. Are o populație de aproximativ 1.500 de locuitori.

## Diviziuni administrative
Kožlany este format din cinci diviziuni administrative (în paranteze populația conform recensământului din 2021):
- Kožlany (1.149)
- Buček (57)
- Dřevec (128)
- Hedčany (38)
- Hodyně (89)

## Geografie
Kožlany se află la aproximativ 28 kilometri (17 mi) nord-est de Plzeň. Se află în Munții Plasy. Cel mai înalt punct al comunei se află la 481 metri (1.578 ft) deasupra nivelului mării. Pârâul Javornice curge de-a lungul graniței de nord a comunei.

## Istorie
Kožlany a fost fondat probabil în timpul domniei regelui Ottokar I între 1200 și 1230. Prima mențiune scrisă despre Kožlany datează din anul 1238, când regele Venceslau I al Boemiei a luat așezarea de la mănăstirea din Plasy⁠(d) și a dat mănăstirii satul Žihle⁠(d). În 1351, a fost promovat ca oraș de către regele Carol al IV-lea. Regele George de Poděbrady a donat Kožlany lui Jošt din Gusidle, iar de atunci orașul a fost deținut de mai mulți nobili mai mici.
Dezvoltarea orașului Kožlany a fost întreruptă de Războiul de Treizeci de Ani. Chiar și în deceniile următoare, orașul a fost afectat de mișcări de trupe, recolte eșuate și taxe mari. Orașul a fost apoi avariat de incendii în 1768, 1773 și 1789.

## Transporturi
Kožlany se află pe linia de cale ferată Praga – Kralovice⁠(d) via Rakovník. Pe linie circulă trenuri istorice doar în sezonul turistic de vară, în weekenduri.

## Obiective turistice

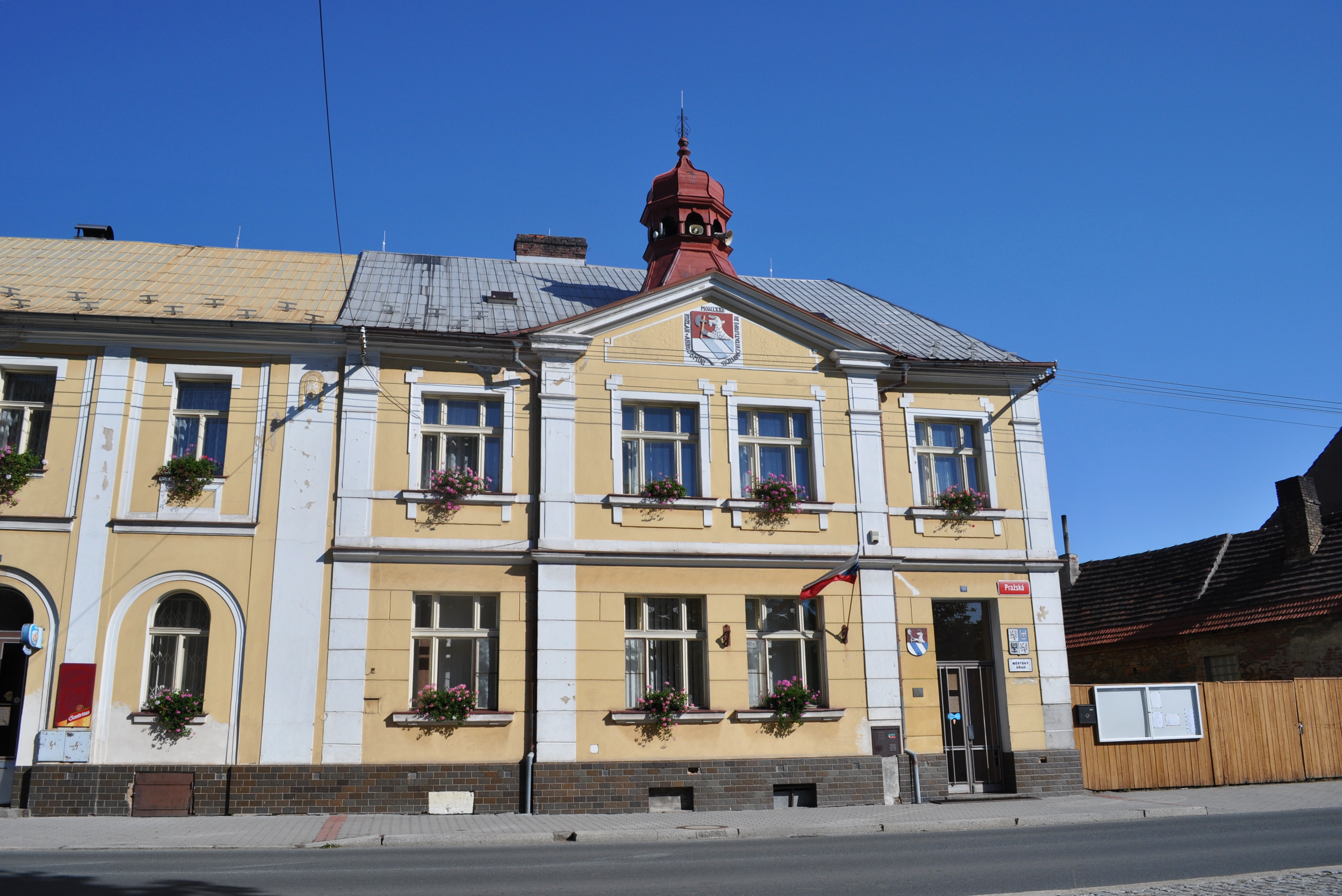
Primărie

Cel mai important monument este Biserica Sfântul Laurențiu. Inițial o biserică medievală de la sfârșitul secolului al XIII-lea, a fost reconstruită în stil baroc în anul 1769, după ce a fost avariată de un incendiu.
Primăria datează din secolul al XVIII-lea. Inițial o casă în stil baroc, are o fațadă Art Nouveau din 1911.
În oraș se află și un cimitir evreiesc, înființat între 1680 și 1700. În cimitir se păstrează pietre funerare din secolele al XVII-lea și al XVIII-lea.
Fosta școală găzduiește muzeul orașului. Muzeul include o expoziție despre viața lui Edvard Beneš, care este cel mai faimos nativ. Muzeul a fost fondat în 1946. Casa natală a lui Edvard Beneš este protejată ca monument cultural.

## Persoane notabile
- Edvard Beneš (1884–1948), al doilea președinte al Cehoslovaciei[11][12]